# Нёрни (Карлоу)
Нёрни (англ. Nurney; ирл. An Urnaí, «молящийся») — деревня в Ирландии, находится в графстве Карлоу (провинция Ленстер). Население — 239 человек (по переписи 2002 года). При этом, население пригородов (environs) — 818 человек.